# Spanyol labdarúgó-szuperkupa
A spanyol labdarúgó-szuperkupát (spanyolul Supercopa de España) 1982-ben alapították, de az azt megelőző időszakban 1940 és 1953 között kiírták a Copa del Generalísimót, ahol szintén az aktuális bajnok és kupagyőztes mérkőzött a trófeáért.
1940 szeptemberében egy ilyen formátumú mérkőzés a Copa de Campeones nevet kapta, majd csak 1945-ben játszottak újra a kupáért, amikor a spanyol katonai kormányzattal fennálló jó kapcsolat miatt Argentína nagykövete a Copa de Oro Argentina nevű trófeát ajánlotta fel a győztesnek. Mindkét trófeáért egyszer játszottak, és utólag nem számítanak hivatalos Szuperkupa-győztesnek a találkozó nyertesei.
1941-ben jött létre a Copa Presidente, amely körmérkőzéses sorozat volt, utolsó döntőjét 1947 szeptemberében játszották. A spanyol Szuperkupát 1982-ben alapították meg, attól kezdve az aktuális bajnok és kupagyőztes játszott a trófeáért. 2018-ban a Barcelona és a Sevilla először mérkőzött más országban, semleges helyszínen, Marokkóban.
2019. november 12-én bejelentették, hogy a Szuperkupa négycsapatosra bővül és a négycsapatos tornát Szaúd-Arábiában rendezik meg Dzsidda városában.

## Az eddigi győztesek
| Év        | Győztes          | Második         | Eredmény            |
| --------- | ---------------- | --------------- | ------------------- |
| 2024–2025 | FC Barcelona     | Real Madrid     | 5–2                 |
| 2023–2024 | Real Madrid      | FC Barcelona    | 4–1                 |
| 2022–2023 | FC Barcelona     | Real Madrid     | 3–1                 |
| 2021–2022 | Real Madrid      | Athletic Bilbao | 2–0                 |
| 2020–2021 | Athletic Bilbao  | Barcelona       | 3–2                 |
| 2019–2020 | Real Madrid      | Atlético Madrid | 0–0 büntetőkkel 4-1 |
| 2018      | FC Barcelona     | Sevilla FC      | 2–1                 |
| 2017      | Real Madrid      | FC Barcelona    | 5–1 (3–1 / 2–0)     |
| 2016      | FC Barcelona     | Sevilla FC      | 5–0 (2–0 / 3–0)     |
| 2015      | Athletic Bilbao  | FC Barcelona    | 5–1 (0–4 / 1–1)     |
| 2014      | Atlético Madrid  | Real Madrid     | 2–1 (1–1 / 1–0)     |
| 2013      | FC Barcelona     | Atlético Madrid | 1–1 (1–1 / 0–0)     |
| 2012      | Real Madrid      | FC Barcelona    | 4–4 (3–2 / 2–1)     |
| 2011      | FC Barcelona     | Real Madrid     | 5–4 (2–2 / 3–2)     |
| 2010      | FC Barcelona     | Sevilla FC      | 5–3 (3–1 / 4–0)     |
| 2009      | FC Barcelona     | Athletic Bilbao | 5–1 (1–2 / 3–0)     |
| 2008      | Real Madrid      | Valencia CF     | 6–5 (3–2 / 4–2)     |
| 2007      | Sevilla FC       | Real Madrid     | 6–3 (1–0 / 3–5)     |
| 2006      | FC Barcelona     | RCD Espanyol    | 4–0 (0–1 / 3–0)     |
| 2005      | FC Barcelona     | Real Betis      | 4–2 (0–3 / 1–2)     |
| 2004      | Real Zaragoza    | Valencia CF     | 3–2 (0–1 / 1–3)     |
| 2003      | Real Madrid      | RCD Mallorca    | 4–2 (2–1 / 3–0)     |
| 2002      | RC Deportivo     | Valencia CF     | 4–0 (3–0 / 0–1)     |
| 2001      | Real Madrid      | Real Zaragoza   | 4–1 (1–1 / 3–0)     |
| 2000      | RC Deportivo     | RCD Espanyol    | 2–0 (0–0 / 2–0)     |
| 1999      | Valencia CF      | FC Barcelona    | 4–3 (1–0 / 3–3)     |
| 1998      | RCD Mallorca**   | FC Barcelona    | 3–1 (2–1 / 0–1)     |
| 1997      | Real Madrid      | FC Barcelona    | 5–3 (2–1 / 4–1 )    |
| 1996      | FC Barcelona**   | Atlético Madrid | 6–5 (5–2 / 3–1 )    |
| 1995      | RC Deportivo     | Real Madrid     | 5–1 (3–0 / 1–2)     |
| 1994      | FC Barcelona     | Real Zaragoza   | 6–5 (0–2 / 4–5)     |
| 1993      | Real Madrid      | FC Barcelona    | 4–2 (3–1 / 1–1)     |
| 1992      | FC Barcelona     | Atlético Madrid | 5–2 (3–1 / 1–2)     |
| 1991      | FC Barcelona     | Atlético Madrid | 2–1 (0–1 / 1–1)     |
| 1990      | Real Madrid      | FC Barcelona    | 4–2 (0–1 / 4–1)     |
| 1989      | Real Madrid*     |                 |                     |
| 1988      | Real Madrid      | FC Barcelona    | 3–2 (2–0 / 2–1)     |
| 1985      | Atlético Madrid  | FC Barcelona    | 3–2 (3–1 / 1–0)     |
| 1984      | Athletic Bilbao* |                 |                     |
| 1983      | FC Barcelona     | Athletic Bilbao | 3–2 (1–3 / 0–1)     |
| 1982      | Real Sociedad    | Real Madrid     | 4–1 (1–0 / 4–0)     |

* 1984-ben és 1989-ben a Real Madrid és az Athletic Bilbao egyaránt megnyerte a bajnokságot és a kupát is, így a szuperkupa is az övék
** Ugyanez történt 1996-ban és 1998-ban is, ám ekkor lejátszották a szuperkupa-döntőt, a bajnokcsapat ellenfele a kupadöntő vesztes csapata volt.
A szuperkupát nem rendezték meg 1986-ban és 1987-ben, mert a csapatok nem tudtak megegyezni az időpontokat illetően.

## A legsikeresebb csapatok
| Klub                      | Győztes | Második | Elődöntősök | Győztes évek                                                                             | Vesztes évek                                                           | Elődöntős évek |
| ------------------------- | ------- | ------- | ----------- | ---------------------------------------------------------------------------------------- | ---------------------------------------------------------------------- | -------------- |
| FC Barcelona              | 15      | 12      | 2           | 1983, 1991, 1992, 1994, 1996, 2005, 2006, 2009, 2010, 2011, 2013, 2016, 2018, 2023, 2025 | 1985, 1988, 1990, 1993, 1997, 1998, 1999, 2012, 2015, 2017, 2021, 2024 | 2020, 2022     |
| Real Madrid CF            | 13      | 7       | 1           | 1988, 1989, 1990, 1993, 1997, 2001, 2003, 2008, 2012, 2017, 2020, 2022, 2024             | 1982, 1995, 2007, 2011, 2014, 2023, 2025                               | 2021           |
| Athletic Bilbao           | 3       | 3       | 1           | 1984, 2015, 2021                                                                         | 1983, 2009, 2022                                                       | 2025           |
| RC Deportivo de La Coruña | 3       | –       | –           | 1995, 2000, 2002                                                                         | –                                                                      | –              |
| Atlético Madrid           | 2       | 5       | 2           | 1985, 2014                                                                               | 1991, 1992, 1996, 2013, 2020                                           | 2022, 2024     |
| Valencia CF               | 1       | 3       | 2           | 1999                                                                                     | 2002, 2004, 2008                                                       | 2020, 2023     |
| Sevilla FC                | 1       | 3       | –           | 2007                                                                                     | 2010, 2016, 2018                                                       | –              |
| Real Zaragoza             | 1       | 2       | –           | 2004                                                                                     | 1994, 2001                                                             | –              |
| RCD Mallorca              | 1       | 1       | 1           | 1998                                                                                     | 2003                                                                   | 2025           |
| Real Sociedad             | 1       | –       | 1           | 1982                                                                                     | –                                                                      | 2021           |
| RCD Espanyol              | –       | 2       | –           | –                                                                                        | 2000, 2006                                                             | –              |
| Real Betis                | –       | 1       | 1           | –                                                                                        | 2005                                                                   | 2023           |
| CA Osasuna                | –       | –       | 1           | –                                                                                        | –                                                                      | 2024           |

## Lásd még
- Eva Duarte-kupa